# Haldan Keffer Hartline
Haldan Keffer Hartline, född 22 december 1903 i Bloomsburg i Pennsylvania, död 17 mars 1983 i Fallston i Maryland, var en amerikansk fysiolog och nobelpristagare. Han erhöll 1967, tillsammans med Ragnar Granit och George Wald, Nobelpriset i fysiologi eller medicin för upptäckter rörande de fysiologiska och kemiska synprocesserna i ögat.

## Biografi
Hartline fick sin grundutbildning vid Lafayette College i Easton, Pennsylvania, och tog examen 1923. Han började sin studie av elektrofysiologi i näthinnan som nationalforskare vid Johns Hopkins School of Medicine, och tog där sin medicinska examen 1927.
Efter att ha studerat i universiteten i Leipzig och München som gästforskare från University of Pennsylvania på stipendium från Eldridge Johnson, återvände han till USA för att börja arbeta i Eldridge Reeves Johnson Foundation for Medical Physics at Penn, som vid den tiden var under ledning av Detlev W. Bronk. Därefter utnämndes han till professor i biofysik och chef för institutionen vid Johns Hopkins School of Medicine 1949. En av Hartlines doktorander vid Johns Hopkins School of Medicine, var Paul Greengard, som också vann Nobelpriset. Hartline började på Rockefeller University i New York 1953 som professor i neurofysiologi.
Hartline undersökte de elektriska svaren från näthinnan hos vissa leddjur, ryggradsdjur och blötdjur, eftersom deras visuella system är mycket enklare än människors och därmed lättare att studera. Han koncentrerade sina studier på hästskokrabbans öga (Limulus polyphemus). Med hjälp av mycket små elektroder fick han den första posten av de elektriska impulser som skickades av en enda optisk nervfiber när receptorerna som är anslutna till den stimuleras av ljus. Han fann att fotoreceptorcellerna i ögat är sammankopplade på ett sådant sätt att när en stimuleras är andra i närheten mindre aktiva, vilket ökar kontrasten i ljusmönster och skärper uppfattningen av former. Hartline byggde därmed upp en detaljerad förståelse för hur enskilda fotoreceptorer och nervfibrer fungerar i näthinnan, och han visade hur enkla näthinnemekanismer utgör viktiga steg i integrationen av visuell information.  

## Utmärkelser och hedersbetygelser
Hartline valdes 1966 till utländsk medlem av Royal Society. Han tilldelades Nobelpriset i fysiologi eller medicin 1967.